# Garonne
De Garonne (Spaans en Catalaans: Garona) is de grootste rivier van Zuidwest-Frankrijk. Het stroomgebied van de Garonne strekt zich uit van de Pyreneeën tot het Centraal Massief.

## Bron en loop
Zij ontspringt in de Spaanse Pyreneeën en stroomt nabij Bagnères-de-Luchon op een hoogte van 550 meter Frankrijk binnen. Via Saint-Gaudens bereikt ze Toulouse. De Garonne die nog onbevaarbaar is, wordt ten behoeve van de scheepvaart van hier tot Castets-en-Dorthe via het Canal Latéral à la Garonne dat parallel loopt aan de rivier verbonden met Bordeaux. Via het Canal du Midi is er een verbinding met de Middellandse Zee.
Vanaf Bordeaux, dat een grote haven heeft, is de Garonne bevaarbaar voor zeeschepen. Even voorbij Bordeaux, bij de Bec-d'Ambès, vloeit de Garonne samen met de Dordogne om het estuarium van de Gironde te vormen. Deze bijna 100 km lange en tot 10 km brede trechtermonding mondt bij Royan uit in de Atlantische Oceaan.

### Departementenaan de Garonne
- Haute-Garonne (31)
- Tarn-et-Garonne (82)
- Lot-et-Garonne (47)
- Gironde (33)

### Steden aan de Garonne
- Saint-Gaudens
- Toulouse
- Castelsarrasin
- Agen
- Langon
- Bordeaux

### Zijrivieren van de Garonne
- Ariège
- Gimone
- Save
- Gers
- Tarn
- Lot
- Dordogne

## Overstromingen
De Garonne is gevoelig voor overstromingen in de lente en de herfst. Zware overstromingen waren er in 1875, 1930, 1952 en 1981.
- Gemeinsame Normdatei: 4086674-9
- Nationale Bibliotheek van Tsjechië: ge672215
- LIBRIS: 146559
- Virtual International Authority File: 244096008